# Tempo instabile con probabili schiarite
Tempo instabile con probabili schiarite es una película italiana de 2015 dirigida por Marco Pontecorvo, escrita por Pontecorvo y Roberto Tiraboschi, y protagonizada por Lillo Petrolo, Luca Zingaretti, John Turturro y Carolina Crescentini.

## Argumento
En la frontera entre Emilia-Romaña y las Marcas una cooperativa que produce sofás se enfrenta a la bancarrota. Los fundadores son dos amigos, Ermanno y Giacomo. Ermanno tiene una esposa, Elena, y un hijo, Tito, de 17 años, que vive inmerso en el mundo de los cómics japoneses. Giacomo vive con su hijo Gabriele, de 18 años de edad, fanático del béisbol. Una noche, Ermanno y Giacomo, cavando un agujero en el patio descubren algo sorprendente: petróleo que proviene del subsuelo. Este extraordinario evento creará contradicciones y conflictos mostrando el peor lado de los protagonistas.

## Reparto
- Lillo Petrolo - Ermanno
- Luca Zingaretti - Giacomo
- John Turturro - Lombelli
- Carolina Crescentini - Paola
- Paola Lavini - Marisa
- Lorenza Indovina - Elena
- Franco Mescolini - Cecco
- Andrea Arcangeli - Tito
- Romano Reggiani - Gabriele
- Giorgio Montanini - Brugnotti